# El Ghomri
El Ghomri là một đô thị thuộc tỉnh Mascara, Algérie. Dân số thời điểm năm 2002 là 8.585 người.